# Gamescom 2013

Logo targów gamescom

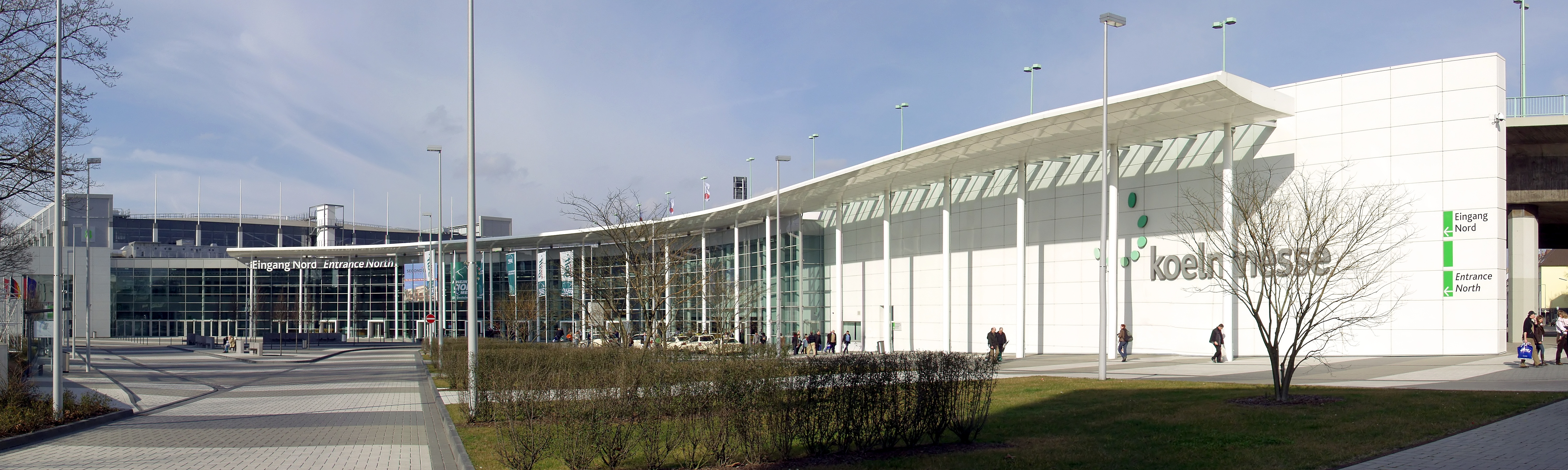
Koelnmesse

gamescom 2013 – piąta edycja targów gier komputerowych gamescom, która odbyła się w dniach 21–25 sierpnia 2013 roku na terenie Koelnmesse w Kolonii w Niemczech. Została zorganizowana przez „Bundesverband Interaktive Unterhaltungssoftware” (ang. „German Federal Association of Interactive Entertainment Software”). Targi odwiedziło ponad 340 tys. osób, w tym 6 tys. przedstawicieli mediów, a swoje produkty prezentowało 635 firm z 40 krajów. Kolejna edycja gamescom odbyła się w dniach 13-17 sierpnia 2014 roku.

## Nagrody
Najwięcej nagród na gamescom 2013 przyznano grze Destiny studia Bungie.
- Najlepsza gra na Playstation: – Destiny (Activision Blizzard)
- Najlepsza gra na Wii: – Mario Kart 8 (Nintendo)
- Najlepsza gra na Xboksa: – Titanfall (Electronic Arts)
- Najlepsza gra nowej generacji: – Titanfall (Electronic Arts)
- Najlepsza gra na PC: – Battlefield 4 (Electronic Arts)
- Najlepszy sprzęt: – PlayStation 4 (Sony Computer Entertainment)
- Najlepsza gra akcji: – Destiny (Activision Blizzard)
- Najlepsza gra RPG: – The Elder Scrolls Online (ZeniMax)
- Najlepsza gra wyścigowa: – Forza Motorsport 5 (Microsoft)
- Najlepsza gra sportowa: – FIFA 14 (Electronic Arts)
- Najlepszy symulator: – War Thunder (Gaijin Entertainment)
- Najlepsza gra rodzinna: – Mario Kart 8 (Nintendo Europe)
- Najlepsza gra mobilna: – The Legend of Zelda: A Link Between Worlds (Nintendo)
- Najlepszy multiplayer: – Destiny (Activision Blizzard)
- Najlepsza gra sieciowa: – The Elder Scrolls Online (ZeniMax)

## Wystawcy
- Źródło[3]

| 1C Company - IL-2 Sturmovik: Battle of Stalingrad (PC) - Men of War: Assault Squad 2 (PC) - Nuclear Union (PC) 2K Games - NBA 2K14 (X360, PS3, PC, PS4, XBO) - The Bureau: XCOM Declassified (X360, PS3, PC) - WWE 2K14 (X360, PS3) - XCOM: Enemy Within (X360, PS3, PC) 505 Games - Payday 2 (X360, PS3, PC) - Takedown: Red Sabre (X360, PS3, PC) Activision Blizzard - Angry Birds Star Wars (3DS, X360, PS3, PSVita, Wii, WiiU) - Call of Duty: Ghosts (X360, XBO, PS3, PS4, PC, WiiU) - Destiny (X360, XBO, PS3, PS4) - Diablo III (X360, PS3, PS4, PC, MAC) - Diablo III: Reaper of Souls (PC, MAC) - Hearthstone: Heroes of Warcraft (PC, MAC) - Skylanders: Swap Force (N3DS, X360, XBO, PS3, PS4, Wii, WiiU) Amplitude Studios - Dungeon of the Endless (PC) - Endless Legend (PC) Bespoke Arcades - Nu-Gen Arcade Machine Bethesda Softworks - Wolfenstein: The New Order (X360, PS3, XBO, PS4, PC) - The Elder Scrolls Online (XBO, PS4, PC) - The Evil Within (X360, PS3, XBO, PS4, PC) Bohemia Interactive - Arma 3 (PC) - DayZ (PC) Carbine Studios - Wildstar (PC) CD Projekt RED - Wiedźmin 3: Dziki Gon (XBO, PS4, PC) City Interactive - Lords of the Fallen (XBO, PS4, PC) Crytek - Warface (PC) Deep Silver - Wasteland 2 (PC) - Dead Island: Epidemic (PC) - X Rebirth (PC) - Saints Row IV (PC) | Electronic Arts - Battlefield 4 (X360, XBO, PS3, PS4, PC) - Command & Conquer (PC) - Dragon Age: Inkwizycja (X360, XBO, PS3, PS4, PC) - FIFA 14 (X360, XBO, PS3, PS4, PC) - EA Sports UFC (XBO, PS4) - Need for Speed: Rivals (X360, XBO, PS3, PS4, PC) - Plants vs. Zombies: Garden Warfare (X360, XBO, PC) - Peggle 2 (XBO) - The Sims 4 (PC) - Titanfall (X360, XBO, PC) Focus Home Interactive - Contrast (X360, PS3, PC) - Sherlock Holmes: Crimes & Punishments (X360, PS3, PC) - Wargame: Red Dragon (PC) Gaijin Entertainment - War Thunder (PS4, PC) Haemimont Games - Victor Vran (PC) Kalypso Media - Rise of Venice (PC) - Tropico 5 (X360, PC) - The Dark Eye: Demonicon (X360, PS3, PC) KING Art - Battle Worlds: Kronos (PC) Konami - Castlevania: Lords of Shadow – Ultimate Edition (PC) - Castlevania: Lords of Shadow 2 (X360, PS3, PC) - Pro Evolution Soccer 2014 (X360, PS3, PC) Microsoft - Dead Rising 3 (XBO) - Fable Legends (XBO) - Forza Motorsport 5 (XBO) - Killer Instinct (XBO) - Kinect Sports Rivals (XBO) - Max: The Curse of Brotherhood (X360, XBO) - Project Spark (PC, XBO) - Ryse: Son of Rome (XBO) - Zoo Tycoon (X360, XBO) Mojang - Cobalt (X360, XBO, PC) - Minecraft (X360, XBO, PS3, PS4, PSVita) Namco Bandai - Dark Souls II (X360, PS3, PC) - Dragon Ball Z: Battle of Z (X360, PS3, PSVita) | Nintendo - Donkey Kong Country: Tropical Freeze (WiiU) - Mario Kart 8 (WiiU) - Pikmin 3 (WiiU) - Pokémon X and Y (3DS) - Professor Layton and the Azran Legacy (3DS) - Super Mario 3D World (WiiU) - Sonic Lost World (WiiU, 3DS) - The Legend of Zelda: A Link Between Worlds (3DS) - The Legend of Zelda: The Wind Waker HD (WiiU) - The Wonderful 101 (WiiU) - Wii Karaoke U (WiiU) - Wii Party U (WiiU) Paradox Interactive - Magicka: Wizard Wars (PC) - Europa Universalis IV (PC) - War of the Vikings (PC) Red 5 Studios - Firefall (PC) Revolution Software - Broken Sword: The Serpent's Curse (PC, PSVita) Riot Games - League of Legends (PC) Ronimo Games - Awesomenauts (PS4) Roberts Space Industries - Star Citizen (PC) Sega - Total War: Rome II (PC) Sony Computer Entertainment - Beyond: Dwie dusze (PS3) - Driveclub (PS4) - Everybody's Gone to the Rapture (PS4) - Gran Turismo 6 (PS3) - Helldivers (PS3, PS4, PSVita) - Infamous: Second Son (PS4) - Killzone: Mercenary (PSVita) - Killzone: Shadow Fall (PS4) - Knack (PS4) - Murasaki Baby (PSVita) - Puppeteer (PS3) - Ratchet & Clank: Into the Nexus (PS3) - Rain (PS3) - Rime (PS4) - Resogun (PS4, PSVita) - Shadow of the Beast (PS4) - The Order: 1886 (PS4) - Tearaway (PSVita) | Square Enix - Deus Ex: Human Revolution Director's Cut (X360, PS3, PC, WiiU) - Deus Ex: The Fall (Android, iOS) - Final Fantasy XIV: A Realm Reborn (PC, PS3) - Final Fantasy XV (PS4, XBO) - Final Fantasy X/X-2 HD Remaster (PS3, PSVita) - Kingdom Hearts III (PS4, XBO) - Kingdom Hearts HD 1.5 Remix (PS3) - Lightning Returns: Final Fantasy XIII (PS3, X360) - Murdered: Soul Suspect (PC, PS3, X360) - Thief (X360, PS3, PC, PS4, XBO) TopWare Interactive - Raven’s Cry (PC, X360, PS3) - Sacrilegium (PC, X360, PS3, WiiU, MAC) - Scivelation (PC, X360, PS3) Triumph Studios - Age of Wonders III (PC) Ubisoft - Assassin’s Creed IV: Black Flag (X360, PS3, PC, WiiU, PS4, XBO) - Fighter Within (XBO) - Might & Magic X: Legacy (PC) - Just Dance 2014 (X360, PS3, Wii, Wii U, PS4, XBO) - Rayman Legends (X360, PS3, PC, PSVita, WiiU) - Rocksmith 2014 (X360, PS3, PC) - South Park: The Stick of Truth (X360, PS3, PC) - Tom Clancy’s Splinter Cell: Blacklist (X360, PS3, PC, WiiU) - Tom Clancy’s The Division (PC, PS4, XBO) - The Crew (PC, PS4, XBO) - The Mighty Quest for Epic Loot (PC) - Watch Dogs (X360, PS3, PC, WiiU, PS4, XBO) Warner Bros. Interactive Entertainment - Batman: Arkham Origins (X360, PS3, PC, WiiU) - Dying Light (X360, PS3, PC, PS4, XBO) - Lego Marvel Super Heroes (3DS, DS, X360, PS3, PC, XBO, PS4, PSVita, WiiU) - Mad Max (X360, PS3, PC, PS4, XBO) Wargaming - World of Tanks: Xbox 360 Edition (X360) - World of Warplanes (PC) Zombie Studios - Blacklight: Retribution (PS4) |